# Palos Park
Palos Park é uma aldeia localizada no estado americano de Illinois, no Condado de Cook.

## Demografia
Segundo o censo americano de 2000, a sua população era de 4689 habitantes.
Em 2006, foi estimada uma população de 4752, um aumento de 63 (1.3%).

## Geografia
De acordo com o United States Census Bureau tem uma área de 9,9 km², dos quais 9,8 km² cobertos por terra e 0,1 km² cobertos por água. Palos Park localiza-se a aproximadamente 188 m acima do nível do mar.

## Localidades na vizinhança
O diagrama seguinte representa as localidades num raio de 8 km ao redor de Palos Park.